# El millonario de al lado
El millonario de al lado: Los sorprendentes secretos de los ricos de Estados Unidos (ISBN 0-671-01520-6) es un libro de 1996 de Thomas J. Stanley y William D. Danko. El libro es fruto de las investigaciones realizadas por los autores sobre las características de los millonarios estadounidenses.
Los autores comparan el comportamiento de aquellos a quienes llaman "UAWs" (Subacumuladores de Riqueza) y aquellos que son "PAWs" (Acumuladores Prodigiosos de Riqueza). Descubrieron que los millonarios se concentran desproporcionadamente en barrios de clase media y de clase trabajadora y no en comunidades más ricas o de clase alta. Esto fue una sorpresa para los autores, que esperaban todo lo contrario. El ensayo de Stanley y Danko explica que los profesionales de cuello blanco con altos ingresos tienden con más probabilidad a dedicar sus ingresos a bienes de lujo o de estatus, descuidando así sus ahorros e inversiones.

## UAWs versus PAWs
Subacumulador de Riqueza (UAW) es un término acuñado por los autores y utilizado para representar a individuos que tienen un patrimonio neto bajo en relación con sus ingresos. Los autores ofrecen una regla general (que resulta más apropiada para personas mayores que, por lo tanto, llevan más tiempo ganando): «Multiplique su edad por sus ingresos familiares anuales antes de impuestos, provenientes de todas las fuentes, excepto herencias. Divida el resultado entre diez. Esto, menos cualquier patrimonio heredado, es el valor que debería tener su patrimonio neto». Imaginemos a un médico de 50 años que gana 250.000 euros. Según la regla general, debería ahorrar un 10% anual y tener un patrimonio neto de aproximadamente 1,25 millones de euros. Aquellos cuyo patrimonio neto es menor pueden considerarse "Subacumuladores". Estos profesionales se centran más en consumir los ingresos, en lugar de ahorrarlos.
Un acumulador prodigioso de riqueza (PAW) es aquel que ahorra más de un 10% sus ingresos  antes de impuestos a lo largo de los años.
Resulta que la mayoría de los hogares de millonarios que investigaron los autores no tenían los estilos de vida consumistas que la mayoría de la gente supondría. Este hallazgo está respaldado por encuestas que indican lo poco que estos hogares millonarios gastan en productos como automóviles, relojes, ropa y servicios de lujo. Lo más importante es que el libro ofrece una lista de razones por las que estas personas lograron acumular tanta riqueza (la principal de ellas es que "viven por debajo de sus posibilidades"). Los autores hacen una distinción entre los “ricos de balance” (aquellos con riqueza real o un alto patrimonio neto) y los “ricos de ingresos” (aquellos con altos ingresos, pero poca riqueza real o un bajo patrimonio neto).

## Aspectos principales

### Para aumentar su patrimonio neto, gaste menos de lo que gana
Quien gasta casi todo lo que gana no logrará aumentar su patrimonio neto.

### Evite comprar productos de estatus o llevar un estilo de vida de estatus.
Comprar productos de estatus, como bienes de consumo de alto precio, es un ciclo interminable de depreciación de activos. Incluso cuando consigues una buena oferta en artículos premium, si decides reemplazarlos con frecuencia, los artículos viejos no tienen valor. 
Por otro lado vivir en un barrio de estatus no solo es un mal negocio, sino que sentirás la necesidad de seguir comprando productos de estatus para estar a la altura de tus vecinos, que en su mayoría serán profesionales liberales. Los autores señalan que estos hiperconsumidores deberán obtener mayores ingresos para poder comprar artículos de lujo y así se vuelven más vulnerables a la inflación y al impuesto sobre la renta.

### Los PAW están dispuestos a asumir riesgos financieros si vale la pena la recompensa.
Pero los PAW no son avaros que guardan cada céntimo debajo del colchón. Invierten su dinero para obtener buenos rendimientos y considerarán inversiones más arriesgadas si valen la recompensa. Muchos invierten su dinero no sólo en la Bolsa, sino también en empresas privadas y en capital riesgo.

### Riqueza familiar y generacional
Los autores observan que los Subacumuladores tienden a tener hijos que requieren una aportación del dinero de sus padres para poder costear el estilo de vida que esperan para sí mismos. Es poco probable que sus padres les hayan enseñado como gestionar el dinero, el presupuesto o la inversión.
Los autores indican los siete rasgos más comunes que encuentran en los que han acumulado riqueza. Esos rasgos comunes son: 
- 1. Viven por debajo de sus posibilidades;
- 2. Asignan tiempo y dinero eficientemente;
- 3. Valoran la independencia financiera por encima de mostrar un alto estatus social;
- 4. No recibieron apoyo monetario regular de sus padres.
- 5. Sus hijos adultos son económicamente autosuficientes;
- 6. Son buenos para identificar oportunidades de mercado;
- 7. Eligieron la ocupación correcta.

## Gastar hoy el dinero del mañana
La idea más destacada que comparten los sindicatos y la sociedad estadounidense en general es "hay que gastar hoy el dinero de mañana".  Esta es el origen de la deuda y falta de patrimonio neto en la categoría UAW. Esto contradice la creencia común de un PAW: "ahorrar el dinero de hoy para mañana".  Muchos Subacumuladores planean, bajo ciertas condiciones (como un aumento en los ingresos), utilizar estrategias de inversión para acumular riqueza; sin embargo, la mayoría en realidad no utiliza estrategias de inversión para acumular riqueza una vez que se cumplen las condiciones previstas. Por ejemplo, los Subacumuladores de riqueza prometen comenzar a invertir una vez que hayan ganado un diez por ciento más en sus ingresos anuales. Desafortunadamente, cuando la mayoría recibe ese diez por ciento extra de ingresos, no realiza ninguna inversión.  Estas afirmaciones e ideas suelen partir de la creencia inicial de que la falta de riqueza puede solucionarse simplemente con un aumento de los ingresos. Incluso entre aquellos que invierten dinero, la mayoría lo hace sólo porque tienen un exceso de ingresos. Entre 2001 y 2004, el ingreso familiar medio cayó un 2,3% y, en respuesta, el porcentaje de familias que poseían inversiones cayó un 3,3%, lo que demuestra que las inversiones sólo se hacen en épocas de exceso. 

### Teoría del "mejor que"
La teoría de "mejor que" es una de las principales razones por las que muchos Subacumuladores no cumplen su promesa de invertir después de un aumento de sus ingresos. Según un estudio realizado por la Universidad de Yale y publicado en el libro, las personas miden su nivel de éxito comparándolo con sus vecinos y parientes más cercanos. Por lo tanto, a medida que aumenta su nivel de ingresos, también aumentará su deseo de superar a aquellos con quienes se comparan.

### Teoría del "estar en mejor situación"
Además de la teoría del "mejor que", existe la teoría del "estar en mejor situación". Esta teoría sugiere que aquellos Subacumuladores que crecen en una familia pobre y consiguen una carrera con altos ingresos tienen una tendencia a sentir la necesidad de estar "en mejor situación" que sus padres. Para un Subacumulador, "estar en mejor situación" implica tener una casa más grande, un título universitario respetable, un coche de lujo extranjero, un barco y ser miembro de un club. En El millonario de al lado se ofrece un ejemplo hipotético para explicar este concepto. Teddy Friend es un típico trabajador UAW que creció en una familia pobre, pero aún así estuvo expuesto a un estilo de vida rico en la escuela. Vio "niños ricos" y decidió que un día él estaría "mejor" que sus padres pobres. De hecho, cuando el señor Friend alcanzó un alto nivel de ingresos, se entregó a adquirir posesiones. Compró una casa grande y un coche de lujo extranjero.  Según la mayoría de los Subacumuladores vive un estilo de vida muy cómodo. En realidad vive un estilo de vida muy cómodo en términos de posesiones, pero en términos de seguridad financiera, el estilo de vida del Sr. Friend resulta bastante incómodo.

### El dinero: un recurso renovable
Otra creencia de los Subacumuladores es que "el dinero es el recurso más fácilmente renovable".  Esta creencia suele ser otra de las principales causas de los hábitos de consumo e inversión de los UAW. Pero es más fácil gastar el dinero que ahorrarlo. Y también es más fácil generar ingresos altos que acumular riqueza. 

## Hábitos de gasto
En lo que se refiere a los hábitos de gasto, los Subacumuladores son poco frugales. Un Subacumulador típico tiende a vivir con lujo, estilo y comodidad.  No todos los UAW cumplen con estas características. Un conserje que gana 50.000 euros al año puede ser más PAW que un ingeniero que gana 700.000 euros al año. Los hábitos de gasto de los UAW son un efecto directo de la teoría del “Mejor que”.

### Decisiones millonarias
Algunas de las decisiones financieras que toman los UAW se consideran “decisiones millonarias” porque si las hubieran tomado, esos UAW tendrían más de un millón de dólares. Un ejemplo explicado en El millonario de al lado señala cómo pequeñas compras de cigarrillos durante un largo período de tiempo pueden representar una gran suma de dinero. Los padres pobres del señor Friend fumaban al menos tres paquetes de cigarrillos al día. Tres paquetes al día durante 46 años se tradujeron en una suma de dinero que excedía el valor de su casa en 33.000 dólares.  Si los Friend hubieran invertido ese dinero durante un período de 46 años, su patrimonio habría superado los 2 millones de dólares. Lo que se señala es que un UAW toma decisiones que tienen un efecto sustancial en el largo plazo, aunque tengan un efecto marginal en el futuro inmediato.

### Hábitos de compra de automóviles
Según los autores, un UAW típico conduce un coche de un modelo actual, comprado nuevo, y puede haberlo financiado a crédito. Por contra los PAW rara vez compran automóviles nuevos y es menos probable que posean vehículos extranjeros de lujo. Un ejemplo del libro detalla un UAW que pasó aproximadamente 60 horas investigando, negociando y comprando un automóvil nuevo. Al final, aunque consiguió el auto "casi al precio de concesionario", el tiempo y el dinero del UAW podrían haberse empleado de manera más eficiente. Los autores contrastan la historia con la de un PAW que decidió que el orgullo de poseer un auto nuevo no valía la diferencia de precio de 20.000 euros. 

### Estrategias de inversión
La mayoría de los UAW creen en la teoría del "mejor que", la del "estar en mejor situación", o ambas, por lo que valoran que otras personas sepan (o al menos crean) que son ricas en este momento más que mantener y hacer crecer su riqueza a largo plazo. La mayoría de los PAW minimizan sus gastos y/o ingresos imponibles, maximizan sus ahorros y/o ingresos no imponibles, o ambos. Esta estrategia les ayuda a aumentar su riqueza a largo plazo.
He aquí un ejemplo: Comprar un automóvil (ya sea nuevo o usado) no se puede deducir de los impuestos, pero depositar dinero en una cuenta de ahorros para la jubilación sí. En promedio, parece que los UAW pasan mucho más tiempo que los PAW decidiendo qué automóvil comprar. 
Otro ejemplo está relacionado con el mercado de valores. Los UAW tienen menos probabilidades que los PAW de interactuar con el mercado de valores; los que lo hacen dedican menos tiempo a aprender sobre él y a evaluar sus carteras de inversión, están menos dispuestos a asumir riesgos y es más probable que sean estafados por vendedores de humo. El veinte por ciento de los UAW mantiene la mayor parte de su riqueza en efectivo o en cuentas equivalentes de ahorro, de modo que puedan tener acceso rápido al efectivo cuando lo necesitan para el consumo. En lo que respecta al tiempo que lleva, las creencias comunes entre los trabajadores no afiliados incluyen: "Nunca tengo el tiempo necesario para que valga la pena", "Nuestras carreras nos consumen todo el tiempo" o "No tengo 20 horas a la semana para perder el tiempo con el dinero".  En promedio, un UAW dedica unos nueve minutos al día, una hora y tres minutos a la semana, cuatro horas y cuarenta minutos al mes,  y cincuenta y cinco horas y doce minutos al año a evaluar su cartera de inversiones. Esto es aproximadamente un ochenta y tres por ciento menos de tiempo que un PAW,  lo que significa unos cincuenta y tres minutos por día, seis horas y trece minutos por semana, veintisiete horas y cuatro minutos por mes y trescientas veinticuatro horas y cuarenta y dos minutos por año. Un ejemplo del libro es el de una persona que tenía el conocimiento y la capacidad de convertirse en un PAW a través del mercado de valores, pero se sentía demasiado nervioso por el riesgo, el llamado Sr. Willis.  En ese momento, ya llevaba diez años trabajando como ejecutivo en Walmart. Durante esos diez años, la empresa creció enormemente y, por lo tanto, los precios de sus acciones también crecieron enormemente. Sin embargo, al principio y a mediados de ese período, el señor Willis no compró ni una sola acción para venderla más tarde. En este contexto, un corredor de bolsa que se dirige a hogares de altos ingresos, los puede convencer para realizar inversiones con su entidad.  Los médicos y abogados son especialmente susceptibles. Así un UAW puede ser estafado y puede volverse cínico o pesimista sobre el mercado de valores en general y seguir como UAW.

## Opciones educativas y profesionales
Aunque los UAW existen en todos los campos profesionales y han obtenido diferentes niveles de educación, algunas profesiones tienen más probabilidades de tener un estilo de vida UAW. Los médicos, abogados y dentistas se encuentran entre las profesiones con una alta concentración de  UAWs. Las personas que ejercen estas profesiones tienen el doble de probabilidades de ser UAW que PAW.  Hay dos razones para esto. En primer lugar, debido a que estas profesiones requieren títulos avanzados, los individuos comienzan con retraso la carrera de acumulación. La mayor parte de los ingresos durante sus actividades educativas los utilizan para financiar la matrícula, la vivienda y los préstamos estudiantiles en lugar de invertir. La segunda razón es que la sociedad estadounidense ha prescrito un alto estilo de vida para estas profesiones. Se espera que los médicos vivan en un vecindario exclusivo con varios automóviles, un barco y otros artículos de lujo. Su estilo de vida es de alto consumo para cumplir con la teoría del “Mejor que”. 

### Correlación entre ingresos y riqueza
El libro sostiene que existe una relación inversa entre el nivel de ingresos que gana un individuo y la riqueza neta que acumula.  Los médicos tienen un nivel de ingresos razonablemente alto; por lo tanto, es más probable que tengan un patrimonio neto relativamente bajo. Lo mismo ocurre con aquellos que tienen niveles de ingresos más bajos. Tienen mayor probabilidad de acumular más en relación con su nivel de ingresos.  Por supuesto, hay quienes son una excepción a la regla en ambos lados del espectro. 

## Hijos de los UAWs
Cuando los hijos son criados en un estilo de vida de alto consumo, tienen más probabilidades de convertirse ellos mismos en UAW. A menudo, los hijos de UAWs se convierten en creyentes más devotos del sistema UAW que sus padres. Los hijos se acostumbran al lujo extremo y creen que ellos también deben vivir con el mismo lujo que sus padres, incluso si sus ingresos son mucho menores. Es una manifestación extrema de la teoría del “mejor que”. Por otra parte, los PAW también pueden generar hijos UAW. 

### Ayuda económica externa
Ayuda económica externa (AEE) es un término utilizado para expresar el caso de un padre adinerado proporciona dinero a un hijo adulto. La AEE es un factor que contribuye a la transmisión de la pertenencia a los UAW. Los hijos que reciben AEE tienen el 98% del ingreso anual en comparación con sus contrapartes que no son receptores de AEE. En comparación, también tienen el 57% del patrimonio neto.  La AEE brinda a los beneficiarios una falsa sensación de seguridad financiera. Por eso compran casas en barrios de alto nivel que superan el valor recomendado según sus ingresos. El treinta por ciento de las familias estadounidenses viven en casas valoradas en 300.000 dólares, pero sólo tienen un ingreso anual de 60.000 dólares.  Estas casas exigen buenos autos en su entrada, buenos muebles para la sala de estar y un caros electrodomésticos para complementar los muebles. Estos descendientes también consumen la AEE en lugar de invertirla. Si se administra una dosis de AEE de manera regular, ésta puede realmente ser absorbida por el ingreso anual percibido del individuo. Los gastos se calculan con la previsión de una dosis de AEE programada regularmente.

## Crítica
Nassim Nicholas Taleb criticó la premisa del libro basándose en dos ejemplos de sesgo de supervivencia: que no se menciona a los acumuladores que han acumulado activos de bajo rendimiento, y que Estados Unidos acababa de atravesar el mayor mercado alcista de su historia en el momento de la publicación del libro. Sugirió que los autores deberían reducir el patrimonio neto de los millonarios observados para compensar el efecto de los perdedores no observados, y considerar el destino de los acumuladores después de períodos prolongados de recesión como en 1982 o 1935.